# Peter Lindgren (sol-och-vårare)

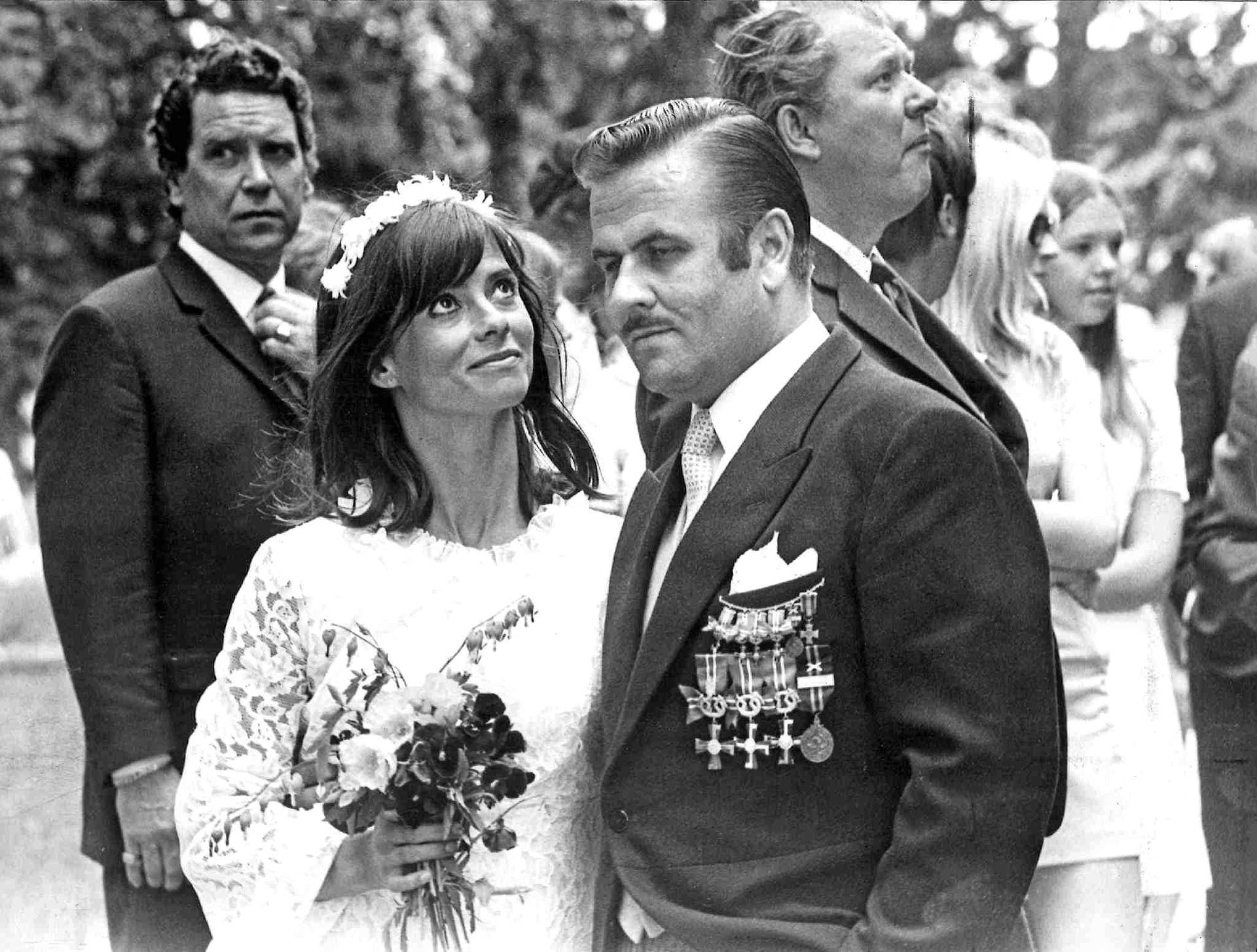
Kirsti Wallasvaara och Pertti Lindgren på inspelningen av filmen Greven 1970.

Peter (Pertti) Ylermi Lindgren, född 13 april 1936 i Åbo i Finland, död 19 februari 2015 i Stockholm i Sverige, var en finlandsfödd sol-och-vårare.

## Biografi
Lindgren kom till Sverige som krigsbarn under andra världskriget. Han placerades hos en relativt välbärgad och utnyttjade senare sina erfarenheter när han svindlade kvinnor under falska namn som greve Oxenstierna och läkare von Heidenstam. Han var också sångare och gav ut några skivor. En film om honom, Greven (Kreivi, 1971), gjordes av Peter von Bagh.
1976 flyttade han till Stockholm, där han arbetade som underskötare. 
Under en period bodde han i Nyköping .
Han dog i Stockholm i sitt hem på Stora Essingen av en hjärtattack.